# جوآن فاینمن
جوآن فاینمن (به انگلیسی: Joan Feynman) (زاده ۳۱ مارس ۱۹۲۸، درگذشته ۲۱ جولای ۲۰۲۰) یک اخترشناس آمریکایی و خواهر کوچکتر ریچارد فاینمن بود. 

## حرفه
جوآن فاینمن آزمایش‌هایی مبتکرانه در زمینه واکنش‌های بین باد خورشیدی و مَگنِتوسفِر زمین انجام داد. او در سال ۱۹۷۱ درحالی که برای مرکز پژوهشی ایمز کار می‌کرد توانست نشان دهد که اجرام خارج شده از تاج خورشیدی را می‌توان در حضور هلیوم در باد خورشیدی شناسایی کرد.